# Funkcja Żukowskiego
Funkcja Żukowskiego – funkcja wymierna zmiennej zespolonej {\displaystyle f:\mathbb {C} \setminus \{0\}\ni \zeta \to z\in \mathbb {C} } określona wzorem:
{\displaystyle z=\lambda (\zeta )={\frac {1}{2}}{\Bigg (}\zeta +{\frac {1}{\zeta }}{\Bigg )}.}

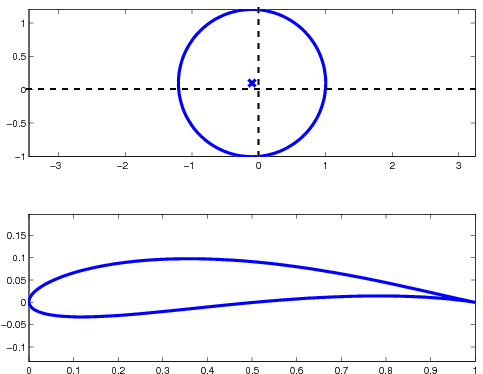
Przykład transformaty Żukowskiego. Okrąg (powyżej) jest przekształcany na profil Żukowskiego (poniżej)

Odwzorowanie Żukowskiego przyporządkowujące punktowi {\displaystyle \zeta =\chi +i\eta } punkt {\displaystyle z=x+iy} można określić następująco
{\displaystyle {\begin{aligned}z&={\frac {1}{2}}{\Bigg (}\zeta +{\frac {1}{\zeta }}{\Bigg )}\\&={\frac {1}{2}}{\Bigg (}\chi +i\eta +{\frac {1}{\chi +i\eta }}{\Bigg )}\\&={\frac {1}{2}}{\Bigg (}\chi +i\eta +{\frac {(\chi -i\eta )}{\chi ^{2}+\eta ^{2}}}{\Bigg )}\\&={\frac {1}{2}}{\Bigg (}{\frac {\chi (\chi ^{2}+\eta ^{2}+1)}{\chi ^{2}+\eta ^{2}}}+i{\frac {\eta (\chi ^{2}+\eta ^{2}-1)}{\chi ^{2}+\eta ^{2}}}{\Bigg )}.\end{aligned}}}
Zatem jej część rzeczywista jest równa {\displaystyle x={\frac {1}{2}}{\frac {\chi (\chi ^{2}+\eta ^{2}+1)}{\chi ^{2}+\eta ^{2}}},} a część urojona jest równa {\displaystyle y={\frac {1}{2}}{\frac {\eta (\chi ^{2}+\eta ^{2}-1)}{\chi ^{2}+\eta ^{2}}}.}
W obszarze {\displaystyle \mathbb {C} \setminus \{0\}} jest to funkcja holomorficzna, bo ma na nim różną od zera pochodną:
{\displaystyle z'=\lambda '(\zeta )={\frac {1}{2}}{\Bigg (}1-{\frac {1}{\zeta ^{2}}}{\Bigg )}.}
Jej zastosowania w hydrodynamice odkrył uczony rosyjski Nikołaj Żukowski. Z ich pomocą skonstruował on profil Żukowskiego, który jest obrazem okręgu stycznego do okręgu jednostkowego w punkcie {\displaystyle \zeta =1.} Funkcję Żukowskiego (często w odniesieniu do przekształcenia konkretnego okręgu na profil) nazywa się także odwzorowaniem Żukowskiego lub transformacją Żukowskiego.
Funkcję tę można rozważać jako funkcję meromorficzną w płaszczyźnie zespolonej domkniętej. Funkcja ta ma dwa bieguny pierwszego rzędu w punktach 0 i {\displaystyle \infty }.
Funkcja Żukowskiego odwzorowuje wzajemnie jednoznacznie zarówno wnętrze, jak i zewnętrze okręgu jednostkowego na zewnętrze odcinka {\displaystyle -1\leqslant z\leqslant +1} (osi rzeczywistej). Przy tym okręgi {\displaystyle |\zeta |=r} są odwzorowywane na elipsy o ogniskach {\displaystyle \pm 1} i półosiach {\displaystyle {\frac {1}{2}}{\Bigg |}r\pm {\frac {1}{r}}{\Bigg |},} a pary średnic okręgu jednostkowego symetrycznych względem osi współrzędnych, składających się z promieni {\displaystyle z=\pm r(\cos \alpha \pm i\;\sin \alpha )} dla {\displaystyle 0\leqslant r<1} są odwzorowywane na hiperbole o ogniskach {\displaystyle \pm 1} i półosiach {\displaystyle |\cos \alpha |,|\sin \alpha |} z wyłączeniem wierzchołków tych hiperbol.

## Przykłady profilów Żukowskiego
Przekształcenie Żukowskiego okręgu jednostkowego jest przypadkiem szczególnym.
{\displaystyle |\zeta |={\sqrt {\chi ^{2}+\eta ^{2}}}=1,\quad {\text{co daje}}\quad \chi ^{2}+\eta ^{2}=1.}
Dlatego część rzeczywista obrazu jest równa {\displaystyle x={\frac {1}{2}}{\Bigg (}{\frac {\chi (1+1)}{1}}{\Bigg )}=\chi ,} a część urojona {\displaystyle y={\frac {1}{2}}{\Bigg (}{\frac {\eta (1-1)}{1}}{\Bigg )}=0.}
Stąd wynika, że okrąg jednostkowy jest przekształcany na przedział {\displaystyle \langle -1;1\rangle } osi liczb rzeczywistych.
Obrazy innych okręgów dają szerokie spektrum przekrojów skrzydeł.

## Przekształcenie Kármána-Trefftza
W celu subtelniejszego wykorzystania, funkcję Żukowskiego można przedstawić w postaci złożenia trzech funkcji, w każdej z których można umieścić pewien parametr. Nazywa się ją uogólnioną funkcją Żukowskiego lub odwzorowaniem Kármána-Trefftza i stanowi ważny instrument modelowania przepływów. Po pominięciu współczynnika {\displaystyle {\frac {1}{2}}} funkcja Żukowskiego może być przedstawiona jako złożenie trzech funkcji zespolonych.
{\displaystyle z=f(\zeta )=\zeta +{\frac {1}{\zeta }}=S_{3}(S_{2}(S_{1}(\zeta ))),}
gdzie:
{\displaystyle S_{3}(u)=2{\frac {1+u}{1-u}},}
{\displaystyle S_{2}(v)=v^{2},}
{\displaystyle S_{1}(w)={\frac {w-1}{w+1}},}
czyli
{\displaystyle z=2{\frac {1+\left({\frac {\zeta -1}{\zeta +1}}\right)^{2}}{1-\left({\frac {\zeta -1}{\zeta +1}}\right)^{2}}}=2{\frac {\left(1+{\frac {1}{\zeta }}\right)^{2}+\left(1-{\frac {1}{\zeta }}\right)^{2}}{\left(1+{\frac {1}{\zeta }}\right)^{2}-\left(1-{\frac {1}{\zeta }}\right)^{2}}}.}
Wynika to z tego, że po dodaniu i odjęciu 2 od funkcji Żukowskiego:
{\displaystyle {\begin{aligned}z+2&=\zeta +2+{\frac {1}{\zeta }}\,={\frac {1}{\zeta }}\left(\zeta +1\right)^{2},\\z-2&=\zeta -2+{\frac {1}{\zeta }}\,={\frac {1}{\zeta }}\left(\zeta -1\right)^{2}\end{aligned}}}
oraz podzieleniu obu wyrażeń przez siebie otrzymuje się:
{\displaystyle {\frac {z-2}{z+2}}=\left({\frac {\zeta -1}{\zeta +1}}\right)^{2}.}
Rozwiązując to równanie względem {\displaystyle z} uzyskuje się:
{\displaystyle z=2{\frac {\left(\zeta +1\right)^{2}+\left(\zeta -1\right)^{2}}{\left(\zeta +1\right)^{2}-\left(\zeta -1\right)^{2}}}=2{\frac {\left(1+{\frac {1}{\zeta }}\right)^{2}+\left(1-{\frac {1}{\zeta }}\right)^{2}}{\left(1+{\frac {1}{\zeta }}\right)^{2}-\left(1-{\frac {1}{\zeta }}\right)^{2}}}.}

Przykład przekształcenia Kármána-Trefftza. Okrąg powyżej w -płaszczyźnie jest przekształcany na profil Kármána-Trefftza poniżej, w -płaszczyźnie. Użyto parametrów: i

Przekształcenie Kármána-Trefftza jest przekształceniem konforemnym ściśle związanym z przekształceniem Żukowskiego. Podczas gdy profil Żukowskiego ma szpiczastą krawędź spływu, profil Kármána-Trefftza – który jest obrazem przekształcenia okręgu z {\displaystyle \varsigma }-płaszczyzny w fizycznej {\displaystyle z}-płaszczyzny, analogicznie do definicji profilu Żukowskiego – ma niezerowy kąt w krawędzi spływu, między górną i dolną powierzchnią profilu. Przekształcenie Kármána-Trefftza wymaga zatem dodatkowego parametru: kąta {\displaystyle \alpha } w krawędzi spływu. Przekształcenie to wyraża się wzorem:
{\displaystyle z=n{\frac {\left(1+{\frac {1}{\zeta }}\right)^{n}+\left(1-{\frac {1}{\zeta }}\right)^{n}}{\left(1+{\frac {1}{\zeta }}\right)^{n}-\left(1-{\frac {1}{\zeta }}\right)^{n}}},}
gdzie parametr {\displaystyle n} jest nieco mniejszy od 2. Kąt {\displaystyle \alpha ,} między stycznymi do górnej i dolnej powierzchni profilu w krawędzi spływu jest związany z {\displaystyle n} następująco:
{\displaystyle \alpha =2\pi -n\pi \quad {\text{ i }}\quad n=2-{\frac {\alpha }{\pi }}.}
Pochodna {\displaystyle dz/d\zeta ,} potrzebna do obliczenia pola prędkości, jest równa:
{\displaystyle {\frac {dz}{d\zeta }}={\frac {4n^{2}}{\zeta ^{2}-1}}{\frac {\left(1+{\frac {1}{\zeta }}\right)^{n}\left(1-{\frac {1}{\zeta }}\right)^{n}}{\left[\left(1+{\frac {1}{\zeta }}\right)^{n}-\left(1-{\frac {1}{\zeta }}\right)^{n}\right]^{2}}}.}